# Branko Zebec
Branislav "Branko" Zebec,  född 17 maj 1929 i Zagreb i Jugoslavien (nuvarande Kroatien), död där 26 september 1988, var en kroatisk fotbollsspelare och tränare. Som spelare medverkande han i VM 1954 och VM 1958 för Jugoslavien.
Under sin tränarkarriär basade han bland annat för de tyska storklubbarna Bayern München och Borussia Dortmund.

## Meriter

### Som spelare
Partizan Belgrad
- Jugoslaviska cupen: 1952, 1954, 1957

Röda Stjärnan
- Jugoslaviska ligan: 1960

### Som tränare
Bayern München
- Bundesliga: 1969
- Tyska cupen: 1969

Hajduk Split
- Jugoslaviska cupen: 1973

Hamburger SV
- Bundesliga: 1979